# 산 프란체스코 대성당
산 프란체스코 대성당(이탈리아어: Basilica di San Francesco)은 프란치스코회로 불리는 작은 형제회의 모교회로, 아시시의 프란치스코의 출생지인 이탈리아 중부 아시시에 있는 로마 가톨릭 바실리카이다. 성 프란치스코가 묻힌 이 성당은 이탈리아의 중요한 로마 가톨릭 순례지이다. 1228년에 공사를 시작한 이 성당은 건물의 한쪽에 지어졌으며, 상부 성당과 하부 성당으로 구성되어 있으며, 지하성당에는 프란체스코 성인의 유해가 안치되어 있다. 이 성당은 프란치스코회 수도원과 함께 아시시를 방문하는 사람들에게 눈에 띄는 역사적 건축물로 자리하고 있으며, 2000년 유네스코 세계 문화 유산으로 지정되었다.
상부 성당의 내부는 초기 이탈리아 고딕의 중요한 예를 보여주고 있다. 상부 성당과 하부 성당은 후기 중세의 많은 로마파와 토스카나파 화가들의 프레스코화로 장식되어있는데, 여기에 참여한 화가들은 치마부에, 조토, 시모네 마르티니, 피에트로 로렌체티, 피에트로 카발리니 등이 있다. 작품들의 규모와 우수성은 당대의 이탈리아 미술의 발달을 보여주어 성당에 특수성을 더해준다. 1997년에는 성당이 무너져서 수사 두 명 등 네 명이 죽기도 했다.

## 역사

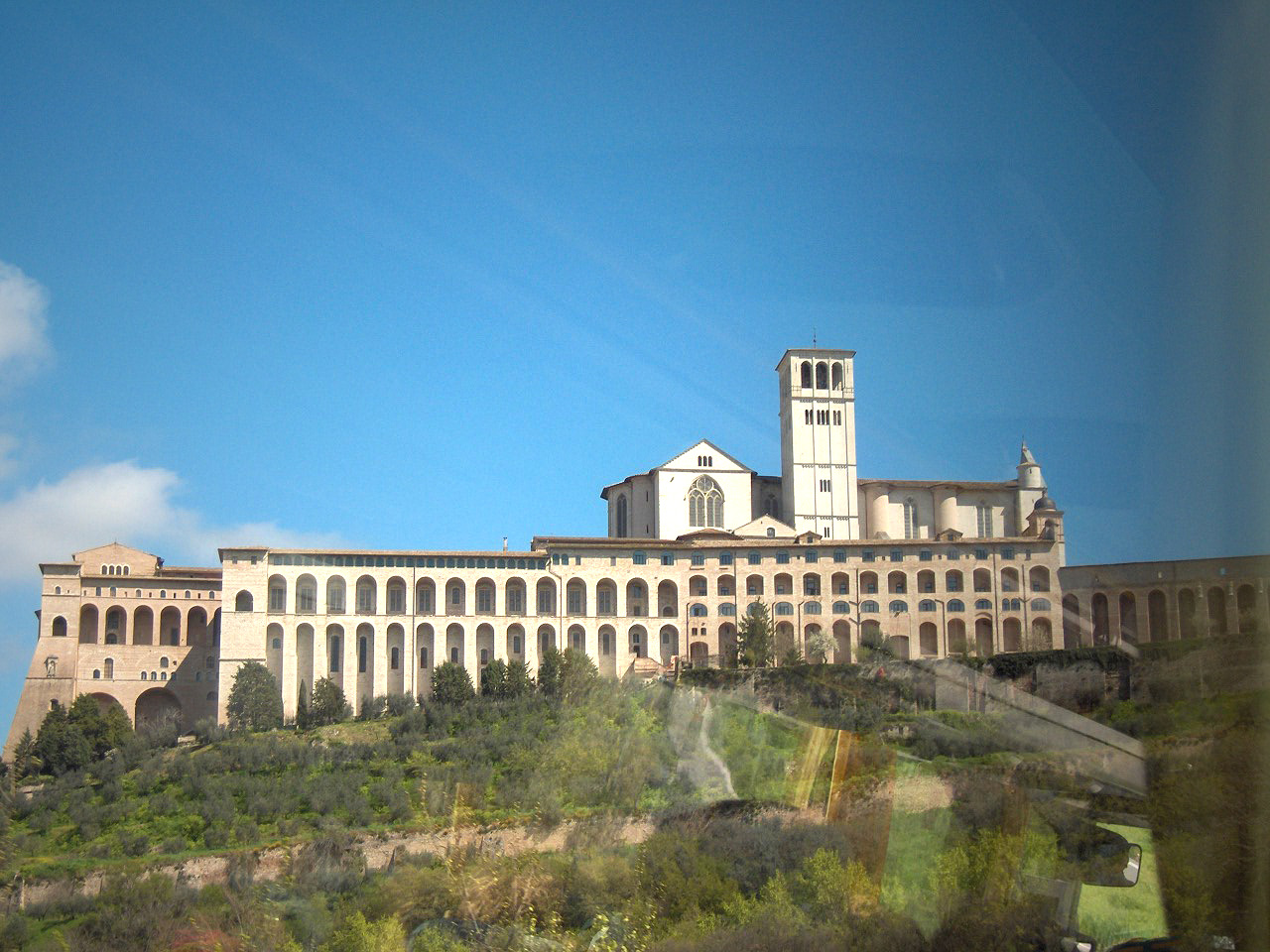
성당 아래의 평지에서 바라본 성당과 수도원

프란치스코회 수도원(사크로 콘벤토 수도원)과 아시시의 프란체스코 성당은 1228년 프란체스코 성인이 시성된 직후 건설되기 시작했다. 시모네 디 푸차렐로(Simone di Pucciarello)가 성당이 건립될 부지를 기증하였는데, 아시시의 서쪽 부분의 언덕에 있는 이 곳은 과거 죄인들의 사형이 행해졌던 곳이어서 "지옥의 언덕"(이탈리아어: Collo d'Inferno)이라고 불렸다. 현재는 "천국의 언덕"이라 불리고 있다.
건물의 주춧돌은 실제 공사가 시작된 뒤에 교황 그레고리오 9세가 1228년 7월 17일 놓은 것이다. 이 성당은 초기 프란치스코 회원이자 시리아 관구장이었던 엘리아 봄바르도네(Elia Bombardone) 수사가 설계하고 감독을 맡았다. 하부 성당은 1230년에 완공되었다. 1230년 5월 25일 성령 강림 대축일에 성 프란치스코의 부패하지 않은 시신을 현재는 성녀 클라라 성당으로 바뀐 성 제오르지오 성당에 있던 임시 매장지에서 하부 바실리카로 엄숙한 행렬을 지어 옮겼다. 성 프란체스코의 유해가 도둑맞거나 훼손될 것을 우려하여 매장지는 숨겨졌다. 상부 바실리카의 공사는 1239년 이후에 시작하여 1253년에 완공되었다. 1253년 교황 인노첸시오 4세가 상부 성당과 하부 성당을 시성하였다.
작은형제회 총장이었던 교황 니콜라오 4세는 1288년 이 성당에 교황 성당의 특권을 부여하였다. 성당을 향해 나 있는 로제 광장은 1474년에 완공된 열주(列柱)로 둘러싸여 있다. 이 광장은 성당으로 모여드는 수많은 순례객들을 수용할 수 있다. 1818년 성 프란치스코의 유해를 하부 성당의 바닥 아래서 재발견하였다. 교황 비오 9세 임기에 지하성당을 건설하여 신자들이 성인의 묘지를 방문할 수 있게 되었다.
1986년 10월 27일과 2002년 1월, 아시시에서 교황 요한 바오로 2세는 평화를 위한 기도의 날을 맞이하여 여러 기독교의 분파와 타 종교의 120여 명 이상의 대표들을 만났다.
1997년 9월 26일, 아시시에서 지진이 발생하여 4명이 목숨을 잃었다. 성당은 심한 훼손(치마부에의 프레스코화가 그려진 볼트 천장 일부가 붕괴하였다.)을 입어 2년간 복구 작업을 위해 폐쇄되었다.

## 참고 문헌
- Bellucci, Gualtiero (2001). 《Assisi, Heart of the World》. Assisi: Edizioni Porziuncola. ISBN 8871351312.
- Bonsanti, Giorgio (1998). 《The Basilica of St. Francis of Assisi》. New York: H.N. Abrams. ISBN 0810927675.
- Belting, Hans (1977). 《Die Oberkirche Von San Francesco in Assisi: ihre Dekoration als Aufgabe u.d. Genese einen neuen Wandmalerei》. Berlin: Mann. ISBN 3786111359.
- Borsook, Eve (1980). 《The Mural Painters of Tuscany: From Cimabue to Andrea del Sarto》. Oxford: Clarendon Press. ISBN 0198173016.
- Lunghi, Elvio (1996). 《The Basilica of St Francis at Assisi. The frescoes by Giotto his precursors and followers》. London: Thames & Hudson. ISBN 0500278342.
- Turner, J. (ed.) (1996). 《Grove Dictionary of Art》. MacMillan publishers Limited. ISBN 1-884446-00-0.
- Vasari, Giorgio (1998). 《Vite》. Oxford University Press. ISBN 0-19-283410-X.
- Smart, Alastair (1971). 《The Assisi Problem and the Art of Giotto: a study of the Legend of St. Francis in the Upper Church of San Francesco, Assisi》. Oxford: Clarendon Press. ISBN 0198171668.